# 杨耐思
杨耐思（1927年10月20日—2019年3月5日），笔名杨道经，湖南临湘人，中国语言学家，中国社会科学院语言研究所研究员。1951年进入中山大学语言学系学习，1954年随院系调整进入北京大学中文系学习，1955年毕业后分配至中国科学院语言研究所工作。